# Muerte de Dilan Cruz
Dilan Cruz Medina (Bogotá, 7 de marzo de 2001-ib, 23 de noviembre de 2019) fue un estudiante de bachillerato colombiano. Cruz marchaba en el marco de las protestas en Colombia de 2019, pidiendo garantías de parte del gobierno para acceder a la educación superior, fue víctima del actuar del ESMAD que dispersaba la protesta aplicando el uso de la fuerza.

## Biografía
Dilan estudió su bachillerato en el colegio Ricaurte IED, de donde estaba próximo a graduarse con 18 años de edad.
A los 15 años de edad fue llevado a Fundación Hogares Claret, una institución para "adolescentes y adultos afectados por la marginalidad, la violencia, el consumo de sustancias psicoactivas y/o problemas de conducta", en donde estuvo por casi dos años.
Vivía con su abuelo, ya que su padre había fallecido, y su madre se encontraba presa por hurto agravado (habiendo sido condenada por la justicia tres veces, privada de la libertad en una cárcel de alta seguridad y al menos diez expedientes abiertos).

## Deceso

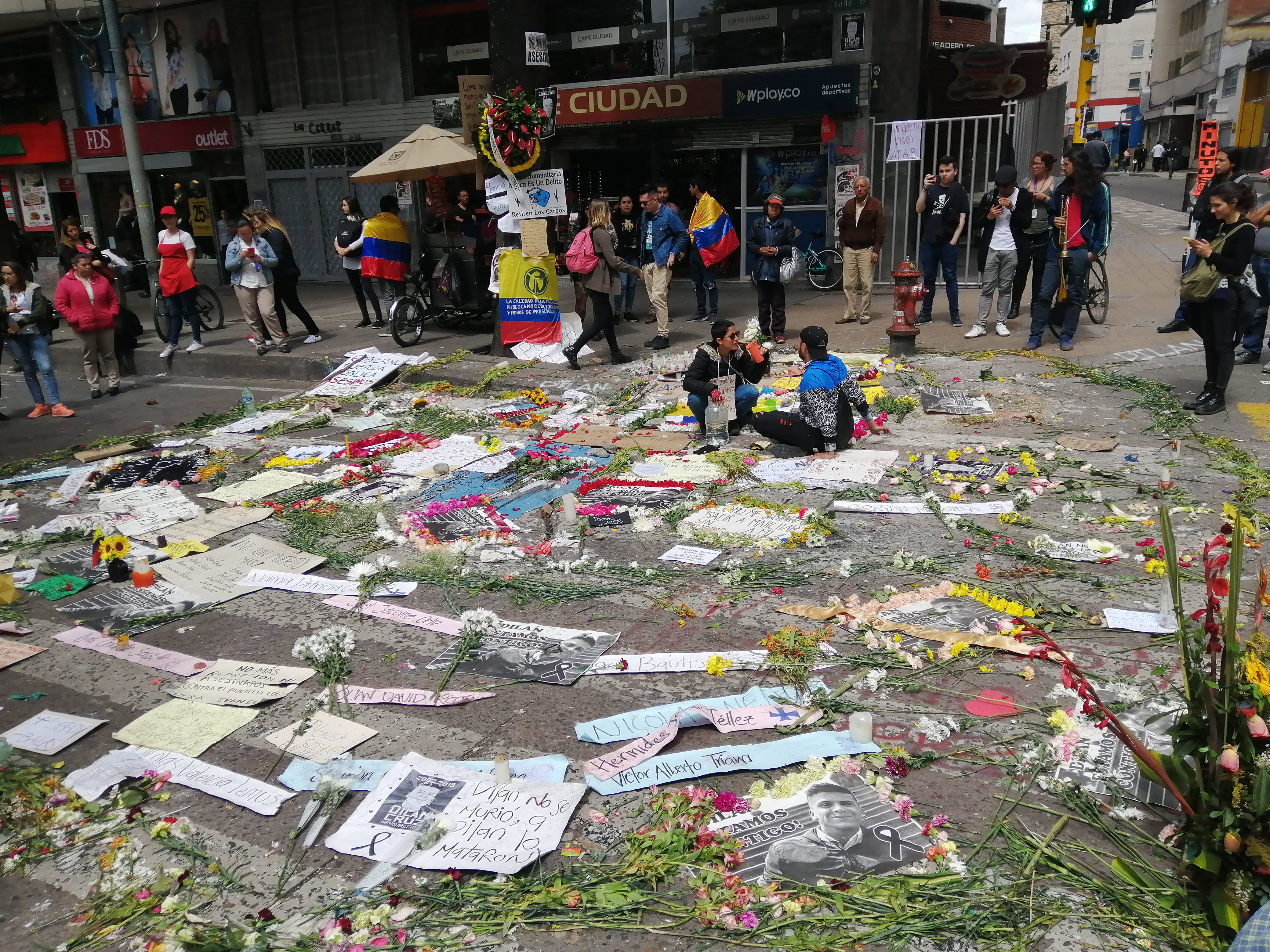
Lugar donde resultó herido Dilan Cruz en la Calle 19 con Carrera 4ª, Bogotá

El 23 de noviembre de 2019, mientras protestaba sobre la Calle 19 con carrera cuarta, fue alcanzado por una munición bean bag, un proyectil fabricado por Defense Technology, disparada por el Capitán del ESMAD Manuel Cubillos Rodríguez.
Dilan convaleció durante dos días y luego murió en el Hospital San Ignacio de Bogotá, tras haber entrado en estado crítico.
Actualmente la Fiscalía General de la Nación y la Procuraduría investigan al oficial involucrado en la muerte de Dilan, sin ser separado de su cargo, en su lugar fue reasignado a labores administrativas. El traslado elimina la causa de suspensión disciplinaria, siendo la Policía a la que le corresponde.
El abogado penalista Abelardo De la Espriella asumió la defensa del agente del Esmad señalado de haber causado la muerte de Dilan Cruz, cuestionando el accionar de la directora de Medicina Legal, Claudia García, al asegurar que se trató de un homicidio. De la Espriella aseguró que el Instituto de Medicina Legal fue irresponsable al hacer público dicho dictamen en medio de la tensa situación que vivía país a causa de las protestas.

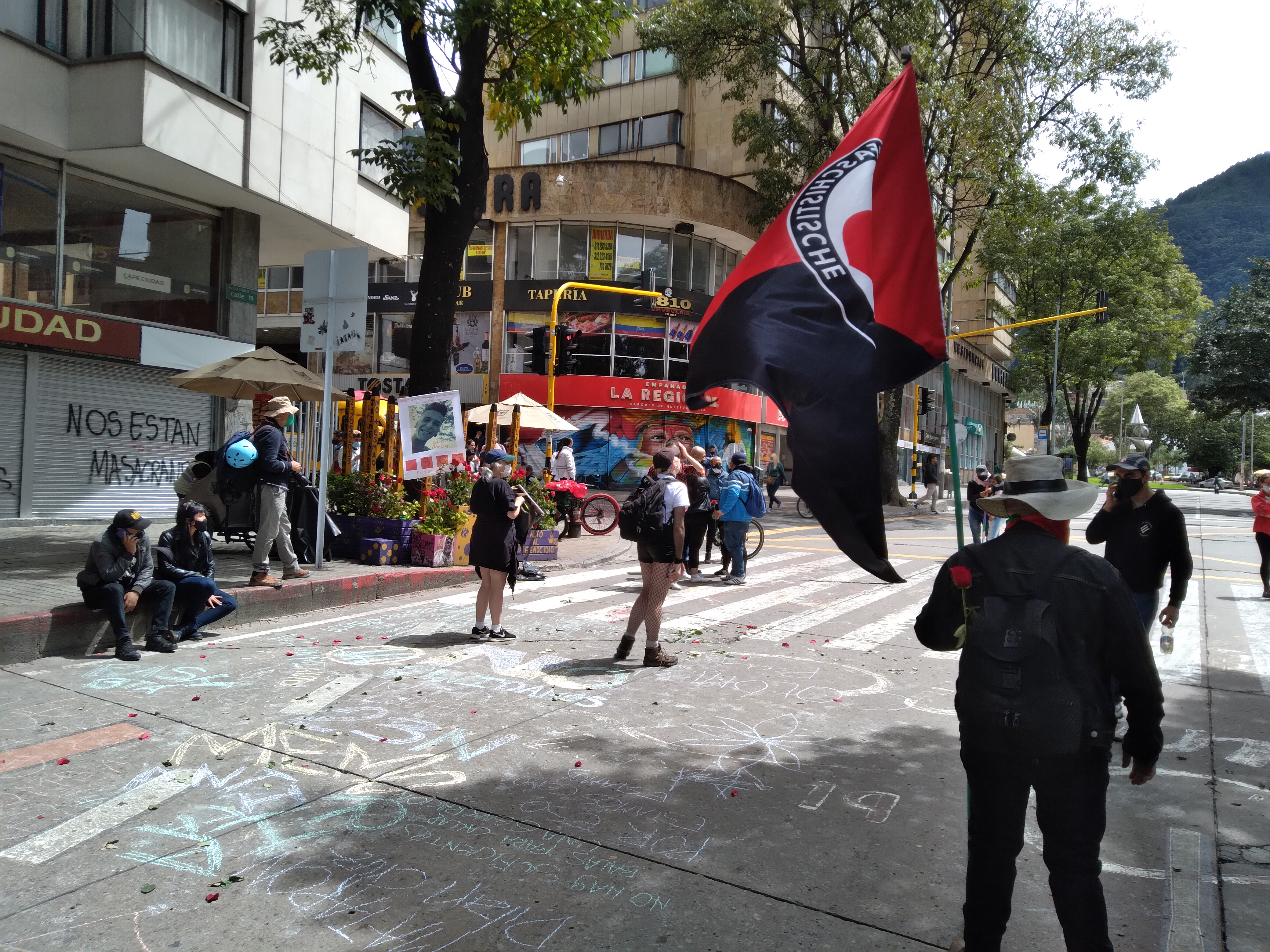
Homenaje a Dilan Cruz el 21 de noviembre de 2020, a un año de que fuera herido en dicho lugar

Para un gran sector de la población estudiantíl, Dilan se convirtió en un símbolo de la protesta pacífica y la continuidad del paro.

## Campaña de desprestigio
Luego de su asesinato, comenzaron a circular en redes sociales distintas versiones acerca de Dilan, donde se lo señalaba de conductas inapropiadas, las cuales fueron respaldadas por la senadora Paloma Valencia. Sin embargo, tanto compañeros como profesores desmintieron dichas versiones.

## Respuesta
El 14 de enero de 2020 la Procuraduría General de la Nación ordenó al ESMAD no volver a usar el tipo de escopeta calibre 12 con la que fue asesinado Dilan Cruz por falta de capacitación a los miembros sobre su uso.

## Homenajes

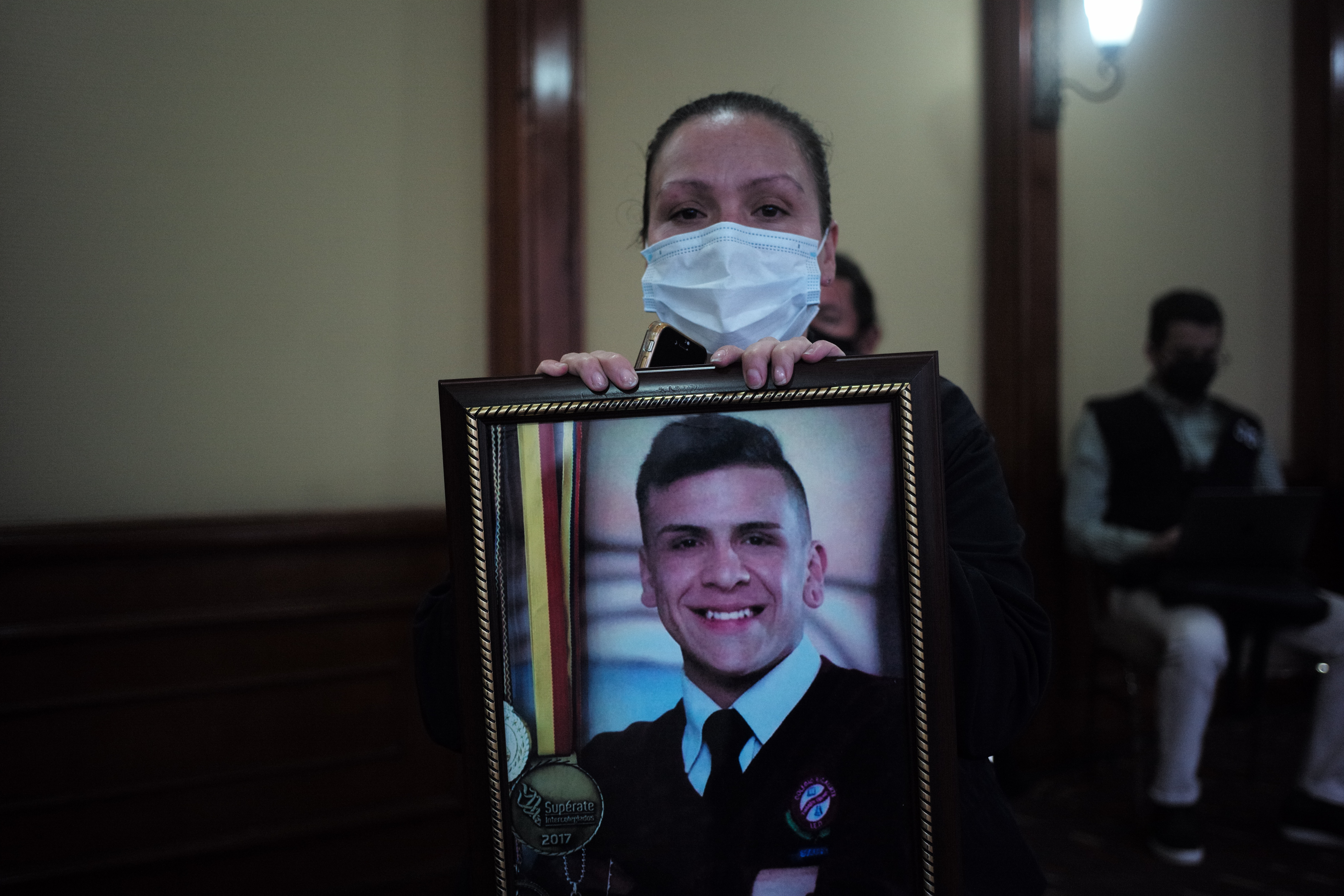
Madre de Dilan Cruz pidiendo justicia en 2021.

Al aproximarse el primer aniversario del fallecimiento diversas organizaciones sociales convocaron a la realización de homenajes el 23 de noviembre de 2020, en memoria de Dilan Cruz, entre ellos una velaton. Sin embargo, algunos manifestantes se hicieron presente en el lugar donde fue mortalmente herido Cruz, el 21 de noviembre de 2020, al cumplirse un año del incidente propiamente dicho. La madre de Cruz hizo un llamado a que las manifestaciones se desarrollen pacíficamente.